# Клайд Льюїс
Клайд Льюїс (англ. Clyde Lewis, 25 вересня 1997) — австралійський плавець.
Чемпіон світу з водних видів спорту 2019 року. Призер Пантихоокеанського чемпіонату з плавання 2018 року.
Переможець Ігор Співдружності 2018 року.
Чемпіон світу з плавання серед юніорів 2015 року.